# 莫戈利翁 (洛斯桑托斯省)
莫戈利翁是巴拿马洛斯桑托斯省马卡拉卡斯区的一个城市，2010年是人口为264。 该市2000年时人口为359，1990年时人口为293。